# 淄莱路
淄莱路，元朝时设置的路。
至元二年（1265年）改淄州路置，治所在淄川县（即今山东省淄博市淄川区）。辖境相当今山东省高青、淄博及桓台、博兴等部分地。至元二十四年（1287年），改为般阳路。 